# Kaij
Kaij är en ort i Indien.   Den ligger i distriktet Bid och delstaten Maharashtra, i den centrala delen av landet, 1 100 km söder om huvudstaden New Delhi. Kaij ligger 680 meter över havet och antalet invånare är 26 000.
Terrängen runt Kaij är platt. Runt Kaij är det ganska tätbefolkat, med 172 invånare per kvadratkilometer. Kaij är det största samhället i trakten. Trakten runt Kaij består till största delen av jordbruksmark.